# Вілєсов Геннадій Іванович
Геннадій Іванович Вілєсов (16 лютого 1909, село Юсьва або село Алексеєвське, тепер Пермського краю, Російська Федерація — 17 травня 1999, місто Київ) — український радянський діяч, хімік-технолог, міністр хімічної промисловості Української РСР. Депутат Верховної Ради УРСР 7-го скликання. Член ЦК КПУ в 1966—1971 р. Кандидат технічних наук (1963).

## Біографія
Народився у селянській родині.
У 1929 році закінчив Уральський індустріальний технікум (нині - Уральський державний коледж імені І. І. Ползунова) у місті Свердловську РРФСР.
У 1929—1930 роках — начальник зміни Чорноріченського хімічного заводу (нині - ООО «Кору́нд» Горьківського краю РФ).
У 1930—1931 роках — слухач курсів Московського хіміко-технологічного інституту (нині - Російський хіміко-технологічний університет імені Д. і. Менделєєва). Здобув диплом інженера-технолога.
У 1931—1937 роках — начальник цеху, головний інженер Чорноріченського хімічного заводу Горьковського краю РРФСР.
Член ВКП(б) з 1932 року.
З 1937 року — директор Кемеровського азотно-тукового заводу РРФСР. У 1938 році заарештований органами НКВС, звільнений у 1940 році.
У грудні 1940—1941 роках — начальник технічного відділу і заступник головного інженера новозбудованого Лисичанського азотнотукового заводу Ворошиловградської області. У 1941—1942 роках — уповноважений Наркомату хімічної промисловості СРСР.
У серпні 1942—1944 роках — директор Губахинського азотнотукового заводу Молотовської області РРФСР.
У 1944—1946 роках — директор Горлівського азотнотукового заводу Сталінської області; виконувач обов'язків директора Новомосковського хімічного комбінату Тульської області РРФСР (нині - АТ «Новомосковська акціонерна компания „Азот“» (НАК АЗОТ)).
У вересні 1946—1957 роках — директор Лисичанського хімічного комбінату Ворошиловградської області.
У червні 1957 — жовтні 1960 року — начальник управління хімічної промисловості Ради народного господарства (раднаргоспу) Ворошиловградського (Луганського) економічного адміністративного району.
У жовтні 1960 — березні 1963 року — начальник Головного управління хімічної промисловості Української Ради народного господарства.
У березні 1963 — жовтні 1965 року — заступник голови Української Ради народного господарства (Українського раднаргоспу).
23 жовтня 1965 — 12 січня 1970 року — міністр хімічної промисловості Української РСР.
У 1970—1973 роках — заступник директора міжнародної організації «Інтерхім» у місті Галле Німецької Демократичної Республіки.
З 1975 року — науковий консультант Президії Академії наук Української РСР, заступник директора науково-інженерного центру «АКСО» Інституту біоорганічної хімії та нафтохімії Національної академії наук України у Києві.
Наукові дослідження стосуються технології виробництва капролактаму, важкої води, синтетичного бензину, аміаку, екологічно безпечних агрохімікатів. Автор книги «Сохранение здоровья и работоспособности до 90 лет (из личного опыта)» (1999).
Похований у Києві на Байковому кладовищі.

## Нагороди
- два ордени Леніна
- три ордени Трудового Червоного Прапора
- орден «Знак Пошани»
- орден «За заслуги» 3-го ст. (1999)
- медалі
- заслужений хімік СРСР (1969)
- заслужений хімік Української РСР (1984)
- почесний громадянин міста Сєверодонецька (1981)